# 埃里克·馬格努松
埃里克·馬格努松（瑞典語：Erik Magnusson，1282年—1318年），南曼蘭公爵。

## 生平
埃里克是瑞典國王馬格努斯三世的次子。1290年馬格努斯去世，埃里克的哥哥比爾耶爾繼位。
1306年，埃里克與弟弟瓦爾德馬將比爾耶爾監禁，控制了瑞典。兩年後，比爾耶爾在丹麥國王埃里克六世的幫助下被釋放。1309年埃里克與挪威國王哈康五世爆發戰爭，最終埃里克獲得了西約特蘭、韋姆蘭與達爾斯蘭等地。
1312年，埃里克與哈康五世的女兒英格堡·哈康斯多塔結婚，兩人共有1子1女：
- 馬格努斯（1316年—1374年），1319年成為瑞典國王（四世）與挪威國王（七世）
- 歐菲米亞（1317年—1370年），梅克倫堡公爵夫人，瑞典國王阿爾伯特的母親

1317年，埃里克與弟弟瓦爾德馬被比爾耶爾逮捕，隔年在牢裡因飢餓而死。